# Renato Fasano
Renato Fasano (* 21. August 1902 in Neapel; † 3. August 1979 in Rom) war ein italienischer Dirigent und Musikwissenschaftler, der sich besonders mit der italienischen Musik des 18. Jahrhunderts beschäftigte. 

Nach seinem Studium in  seiner Geburtsstadt Neapel gründete er 1941 das Kammerorchester Collegium Musicum Italicum, das später in I Virtuosi di Roma umbenannt wurde. Dieses kleine Orchester trug dazu bei, die italienische Barockmusik bekannt zu machen. Er dirigierte in ganz Europa Werke der Komponisten Corelli, Vivaldi, Pergolesi, Baldassarre Galuppi, Alessandro Marcello und Giovanni Paisiello. 1957 gründete er zusätzlich das Piccolo Teatro Musicale Italiano. 
1971 dirigierte er das Virtuosi di Roma Kammerorchester mit dem Cellisten Radu Aldulescu auf einer berühmt gewordenen Konzerttour durch  Südafrika.
Die bekannteste Aufnahme Fasanos (für RCA Records) ist die einer Oper eines Nichtitalieners, Glucks Orfeo ed Euridice, mit Shirley Verrett, Anna Moffo und Judith Raskin in den Hauptrollen.